# Língua balti
A língua balti (também chamada purki) é uma língua tibeto-birmanesa principalmente no Baltistão, uma região disputada no norte do Paquistão, e na região de Kargil, um distrito do Ladaque, no estado de Jammu e Caxemira, Índia. No Paquistão havia mais de 270 il falantes em 1992 e em 1967 os falantes no Ladaque eram cerca de 67 mil. No Baltistão é língua materna sobretudo nos vales dos rios Skardu, Rondu, Shigar, Khapalu, Kharmang e Gultari.

## Dialetos
O dialeto mais divergente é o chorbat, havendo 87% a 100% de similaridade entre as diversas variantes . As similaridades com a língua purik é avaliada por Ethnologue entre 78% e 85%. A língua Balti é também chamada Sbalti, Sbalt, Baltistani, Bhoti (ou Bhotia) do Baltistão; Baltistani.

## Falantes
Alguns membros da etnia shina a usam como segunda língua. Em alguns locais os falantes homens adultos de balti também falam o urdu, mas somente 4% são alfabetizados nessa língua. Muitos falantes de purik têm passado a falar balti. A escrita usada é a alfabeto persa, na sua variante urdu. Já existem partes da Bíblia traduzidas para balti, bem como textos xiitas.

## Fonologia

### Vogais
|         | Anterior | Central | Postérior |
| ------- | -------- | ------- | --------- |
| Fechada | i iː     |         | u uː      |
| Média   | e eː     |         | o oː      |
| Aberta  |          | a aː    |           |

- Principais alofones : a se apresenta na inicial de uma palavra: api (apiˑ) - avó. Pode também ser percebido em  ʌ : ažaŋ   (aʒʌŋ) - utio – parte de mãel , sahar (sʌhʌr) - cidade. Em posições finais as vogais curta são percebidas como médias : χo (χoˑ) - amer , šaŋku  (ʃʌŋkuˑ) - lobo.*

### Consoantes
|           |           | Bilabial | Dental | Alveolar / Retroflexa | Post-alveolar / Palatal | Velar | Uvular | Glotal |
| --------- | --------- | -------- | ------ | --------------------- | ----------------------- | ----- | ------ | ------ |
| Oclusiva  | Surda     | p p      | ṯ t̪    | t ʈ                   |                         | k k   | q q    |        |
| Oclusiva  | Sonora    | b b      | ḏ d̪    | d ɖ                   |                         | g ɡ   |        |        |
| Oclusiva  | Aspirada  | p\|ʰ     | ṯh t̪ʰ  | th ʈʰ                 |                         | k\|ʰ  |        |        |
| Africada  | Surda     |          |        |                       | č t͡ʃ                    |       |        |        |
| Africada  | Sonora    |          |        |                       | j d͡ʒ                    |       |        |        |
| Africada  | Aspirada  |          |        |                       | t͡ʃ\|ʰ                   |       |        |        |
| Fricativa | Surda     |          |        | s s                   | š ʃ                     |       | χ χ    | h h    |
| Fricativa | Sonora    |          |        | z z                   | ž ʒ                     |       | ʁ ʁ    |        |
| Nasal     | Nasal     | m m      |        | n n                   | ñ ɲ                     | ŋ ŋ   |        |        |
| Lateral   | Lateral   |          |        | l l                   |                         |       |        |        |
| Semivogal | Semivogal | w w      |        |                       | y j                     |       |        |        |

- Alofonias: entre vogais ḏ é percebido como ð. Duas consoantes tem alofones retroflexos : d , entre duas vogais é ṛ ɽ, sendo que š devientse torna ṣ diante de consoante : šna (ʂnaˑ) - orelha.
- O Balti, língua Tibetan, permite grupos complexos  de consoantes: zaːŋzbu - cerâmica , rḏumkhan - ceramista , zgrums - história , byalchoŋs - animal selvagem , čhaṯčhamḏo - arranjo.